# 樸茨茅夫鎮區 (北卡羅萊納州加特利縣)
樸茨茅夫鎮區（英語：Portsmouth Township）是位於美國北卡羅萊納州加特利縣的一個鎮區。

## 地方資料
樸茨茅夫鎮區的面積為15.53平方千米，皆為陸地。根據2020年美國人口普查的數據，當地共有人口0人，而人口密度為每平方千米0人。